# منگنه

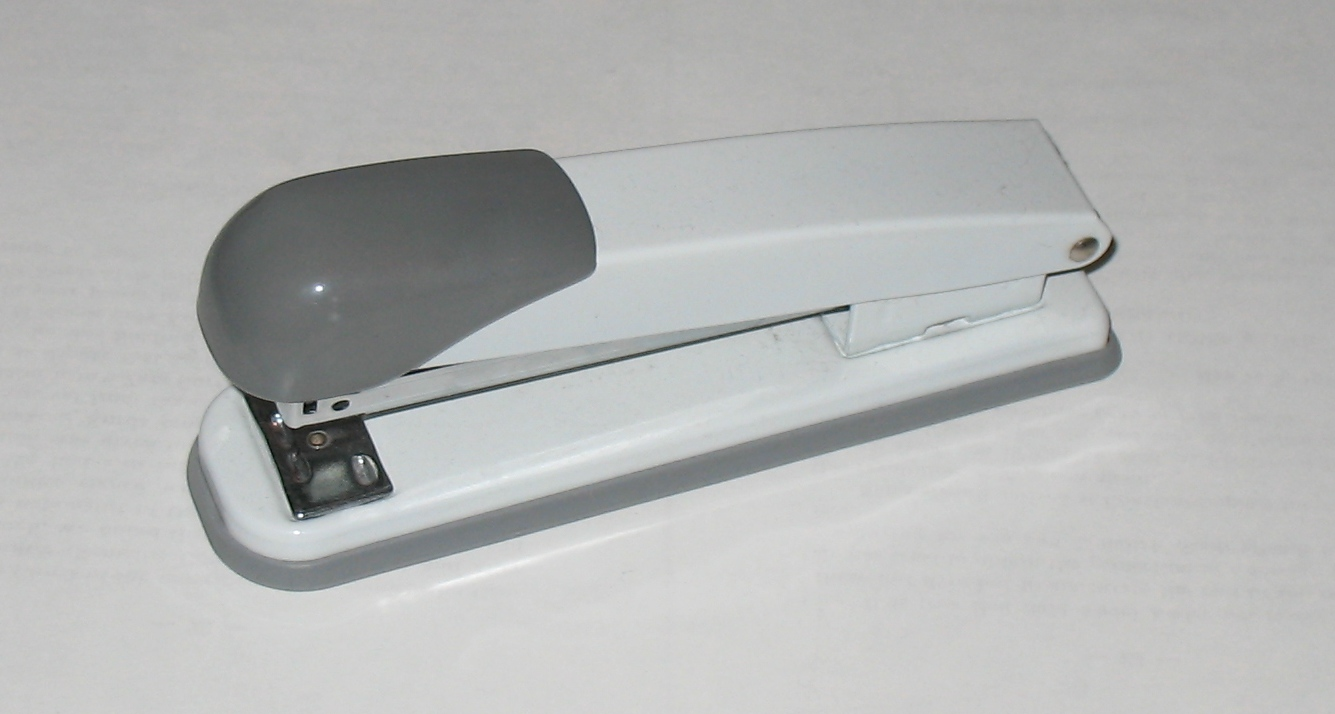
یک منگنه زن دستی

منگنه زن وسیله‌ای است که صفحات کاغذ یا تکه‌هایی از جنس‌های چوب، پارچه، پلاستیک و … را با استفاده از منگنه به‌هم متصل می‌کند. نام دیگر این دستگاه آگراف یا فاطمه می‌باشد. گاه در فارسی به اشتباه این دستگاه را منگنه می‌نامند، در حالی که منگنه نام قطعه‌ای است که درون منگنه‌کوب قرار گرفته و کار دوختن را انجام می‌دهد. این عمل را منگنه کردن می‌گویند. فاطمه ها در انواع مختلفی اعم از برقی، بادی، دستی و هیدرولیکی موجود می‌باشند.

## نگارخانه

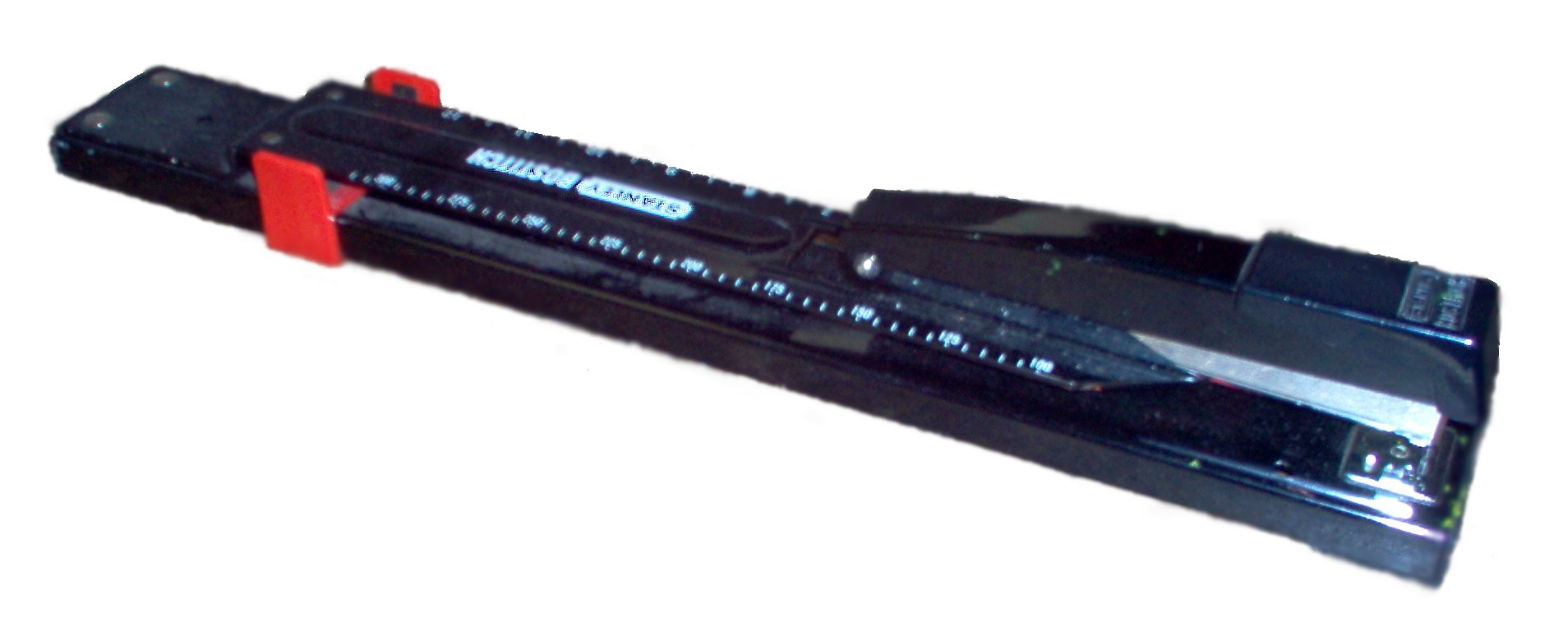
یک منگنه بلند برای منگنه کردن اقلامی مانند کتابچه ها استفاده می شود.
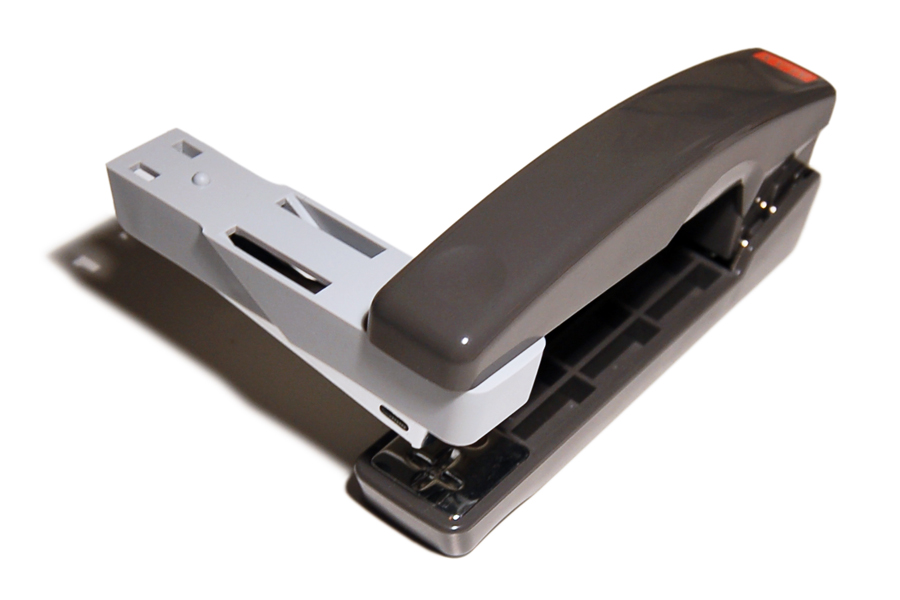
یک منگنه بروشور که 90 درجه برای منگنه کردن عمودی یا افقی می چرخد.
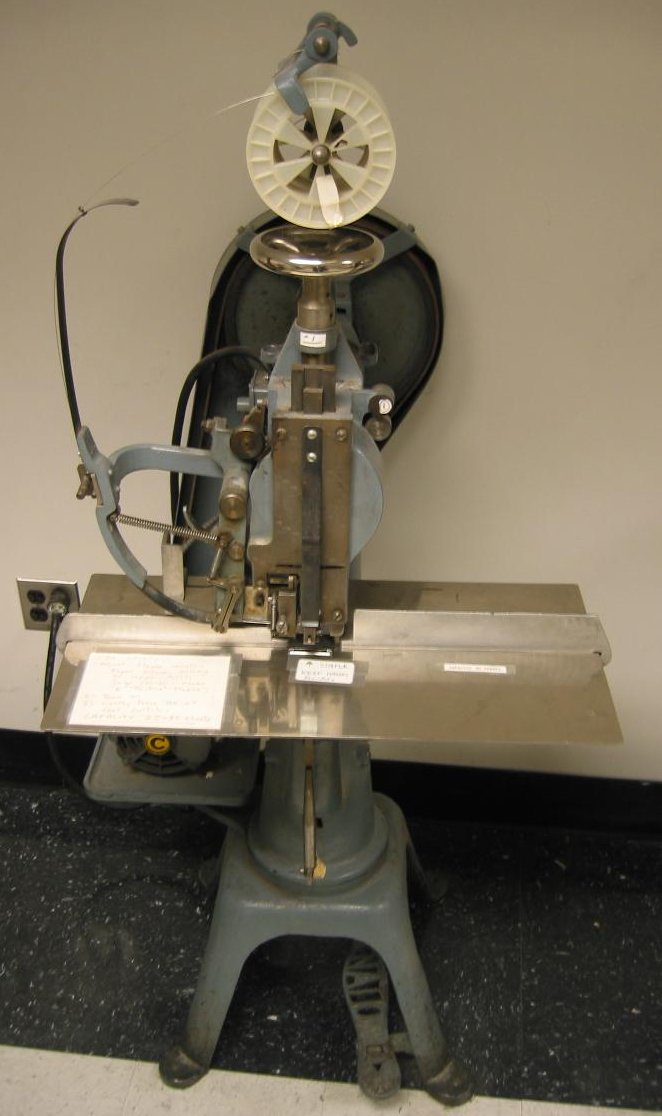
منگنه برقی فعال با پاهای سنگین.
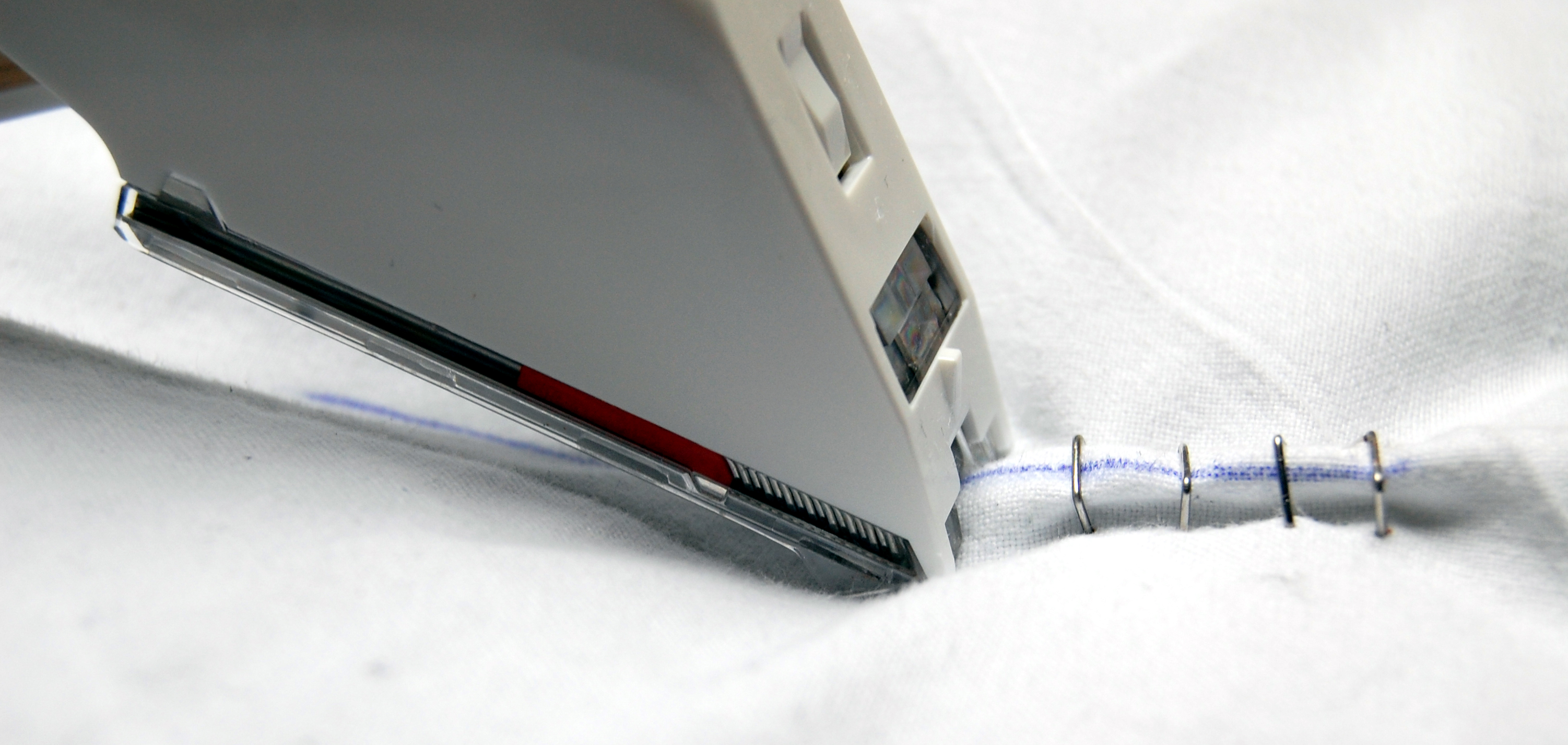
منگنه کننده پوست
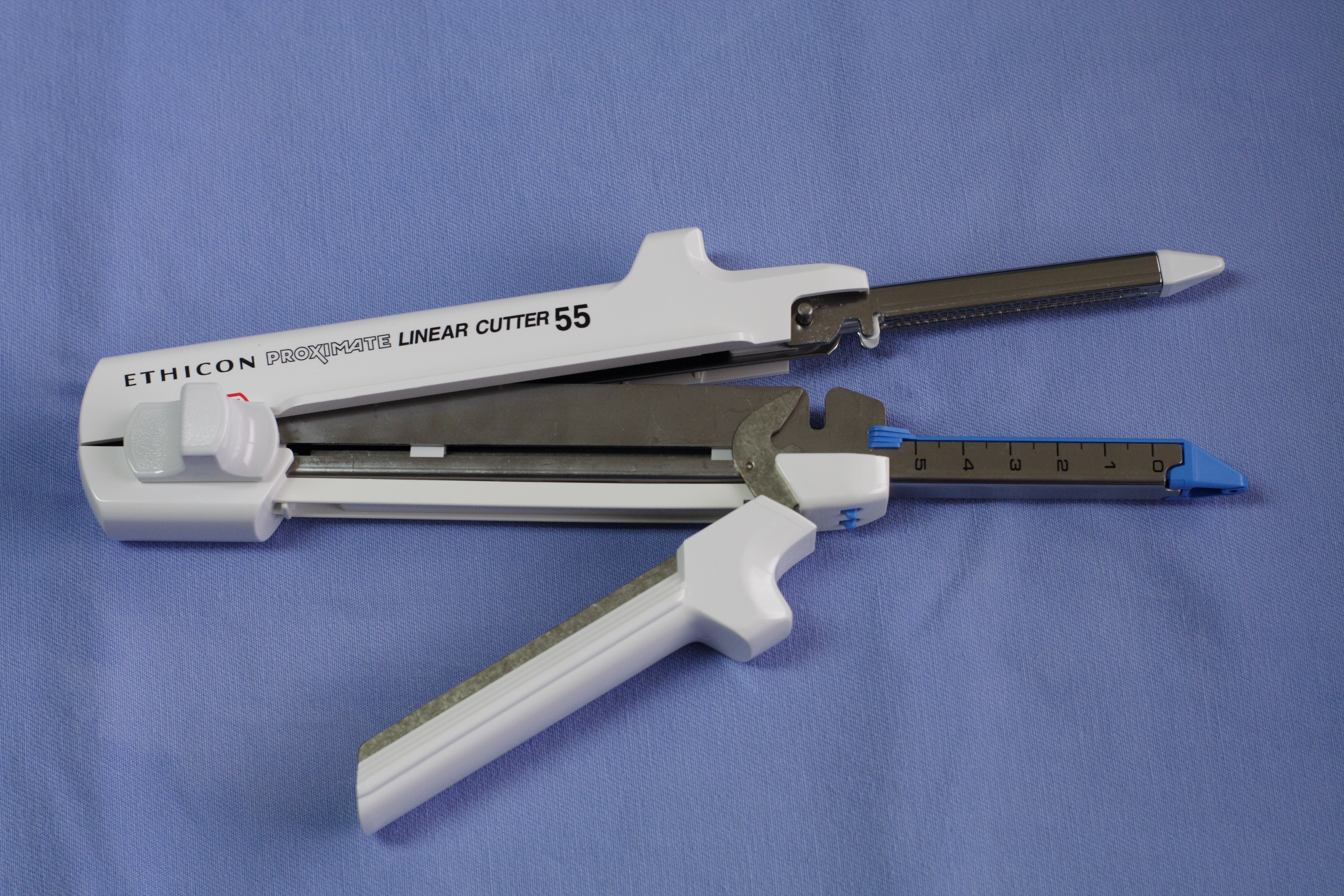
استپلر جراحی